# 阿登-阿凱德 (加利福尼亞州)
阿登-阿凱德（英語：Arden-Arcade）是位於美國加利福尼亞州薩克拉門托縣的一個人口普查指定地區。

## 地理
阿登-阿凱德的座標為38°36′19″N 121°22′47″W / 38.60528°N 121.37972°W，而該地最高點為海拔高度17米（即56英尺）。

## 人口
根據2010年美國人口普查的數據，阿登-阿凱德的面積為46.42平方千米，當中陸地面積為46.19平方千米，而水域面積為0.23平方千米。當地共有人口92186人，而人口密度為每平方千米1,985人。